# André Wlodarczyk
 (octobre 2017).
Si vous disposez d'ouvrages ou d'articles de référence ou si vous connaissez des sites web de qualité traitant du thème abordé ici, merci de compléter l'article en donnant les références utiles à sa vérifiabilité et en les liant à la section « Notes et références ».
Pour les articles homonymes, voir Wlodarczyk.
André Wlodarczyk, né le 25 novembre 1944 en Mazovie (Pologne), est universitaire français, linguiste et japonisant.

## Biographie
Andrzej Aleksander Włodarczyk passe son enfance à Wrocław, Teresin et Varsovie. En 1969, il s'installe à Paris. Il possède les nationalités polonaise et française. Il étudie la langue japonaise à l'École nationale des langues orientales vivantes (INALCO) et à l'université Paris-VII et la linguistique générale à l'université Paris-V. Il a un doctorat de 3e cycle en 1977 et un doctorat d'État en langue japonaise et civilisation de l'université Denis-Diderot (1987). Chercheur au Centre national de la recherche scientifique (CNRS) pendant les années 1979-1992, il est devenu professeur à l'université Stendhal (1992-2000) et à l'université Lille-III (2000-2011). En outre, au cours des années 2000-2011, il a dirigé des recherches en linguistique au centre de linguistique théorique et appliquée (Paris) (d) (CELTA) de l'université Paris-Sorbonne (Paris-IV).

## Activités  de recherche
André Wlodarczyk étudie :
- les oppositions grammaticales des particules dans les syntagmes verbaux et nominaux (cas et d'autres relations)
- les composants de base des principaux énoncés (phrases), centrage meta-Informatif (théorie alternative de la «Structure de l'information»)
- les formes de politesse japonaises en contraste avec la catégorie de la personne

Il est l'auteur d'une théorie linguistique sur la structure de l'énoncé qu'il a intitulée MIC (théorie du centrage meta-informatif).
Il a mené des recherches méthodologiques se rapportant à la modélisation de divers phénomènes à l'aide des concepts et des outils, et aux processus interactifs composés de quatre phases cycliques : l'abstraction, la formalisation, la simplification et la vérification, impliquant l'utilisation des outils informatiques du domaine de l'exploration de connaissances dans les bases de données. 
Il est co-auteur, avec Georges Sauvet (d), de la plate-forme informatique SEMANA, qui réunit des dizaines d'algorithmes servant à construire des bases et à effectuer des calculs symboliques et statistiques sur les données transformées en traits. Ils se sont intéressés à  l'existence de systèmes de concepts (croyances) dans les œuvres d'art de l'homme préhistorique.

## Publications
- Wlodarczyk André, 1980,「主題から主語へ、そして主語から主題へ」、 言語 、Vol. 9, No 8/80 、大修館
- Wlodarczyk André, 1996, Politesse et Personne – Le Japonais face aux langues occidentales, Paris, L’Harmattan, Paris.
- — 1982, Entre le thème et le sujet - 'wa' et 'ga', Travaux de linguistique japonaise, Vol. VI, Université Paris VII, Paris.
- — 2003a, Les Homotopies du topique et du focus, Ordre et distinction dans la langue et le discours, Actes du colloque international de Metz (1999, publiés par Combettes B., Schnedecker C. & Theissen A., Honoré Champion Éditeur, Paris, p. 513-526.
- — 2003b, Les Cadres des situations sémantiques, Études Cognitives – Studia Kognitywne 5, Warszawa 2003, p. 35–51).
- — 2005, From Japanese to General Linguistics - starting with the ‘wa’ and ‘ga’ particles, Paris Lectures on Japanese Linguistics, ed. by Wlodarczyk André, Kurosio Shuppan, Tokyo
- — 2008 Roles and Anchors of Semantic Situations, Études cognitives / Studia kognitywne 8, SOW, PAN, Warsaw
- Wlodarczyk André & Wlodarczyk Hélène, 2006a, Focus in the Meta-informative Centering Theory, La Focalisation dans les langues, eds André Wlodarczyk & Hélène Wlodarczyk, L’Harmattan, Paris.
- — 2006b, Subject in the Meta-informative Centering Theory, Etudes cognitives / Studia kognitywne VII, SOW, PAN, Warszawa.
- — 2008, Roles, Anchors and Other Things we Talk About: Associative Semantics and Meta-Informative Centering Theory, Intercultural Pragmatics, Vol. 5. No. 3., Berlin/New York: Mouton de Gruyters.
- — 2013, Centering in Utterances – (Between Semantics and Pragmatics) Meta-informative Centering in Utterances – (Between Semantics and Pragmatics), eds. André Wlodarczyk & Hélène Wlodarczyk, John Benjamins Publishing Co., 2013.
- Wlodarczyk André & Stacewicz Paweł 2010 Modeling in the Context of Computer Science - a Methodological Approach, Journal Studies in Logic, Grammar and Rhetoric, "Philosophical Trends in the 17th Century from the Modern Perspective", ed. by Halina Święczkowska, vol. 20 (33), 2010, a print and electronic journal

### Édition
- « La Linguistique japonaise », Langages, 1982, n°68 [lire en ligne].
- Paris Lectures in Japanese Linguistics, édité par André Wlodarczyk, Tokyo: Éditions Kurosio, 2005.
- (Co-éd.) La Focalisation dans les langues, édité par André Wlodarczyk et Hélène Wlodarczyk, Paris: L’Harmattan, coll. « Sémantiques », 2006.
- (Co-éd.) Japanese Linguistics – European Chapter, édité par André Wlodarczyk, Viktoria Eschbach-Szabo et Yoshihiko Ikegami, Tokyo, Éditions Kurosio, 2007.
- (Co-éd.)Meta-informative Centering in Utterances – Between Semantics and Pragmatics], édité par André Wlodarczyk et Hélène Wlodarczyk, John Benjamins Publishing Co., 2013.

### Revues et livres
- Travaux de linguistique japonaise[2], université Paris-Diderot, 1977-1997 – 7 fascicules (4-10):
  - 1977, IV, Recherches en syntaxe
  - 1978, V, Phonologie du japonais standard
  - 1982, VI, Syntaxe et sémantique dialectologie
  - 1984, VII, Énonciation et Sens – Études contrastives – Linguistique et Poétique
  - 1986, VIII, Actes du 4e colloque d’études japonaises
  - 1991, IX, Description systématique de la grammaire japonaise – Grammaire de Mizutani Shizuo
  - 1997, X, Langue – Ordinateur – Mentalité (en collaboration avec Ishiwata Toshio
- La Focalisation dans les langues, série Sémantiques, éd. André Wlodarczyk & Hélène Wlodarczyk, Paris, L’Harmattan, Paris, 2006.